# La Pyramide
La Pyramide (1973) is een modernistisch monument en oriëntatiepunt op het Plateau in Abidjan, Ivoorkust, ontworpen door de Italiaanse architect Rinaldo Olivieri. Het diende oorspronkelijk als kantoor- en winkelcomplex. 
Het pand was echter kostbaar in huur en onderhoud en begon geleidelijk aan te vervallen. Het werd in de jaren 1990 verlaten, later onbewoonbaar verklaard en sindsdien wacht het op een groot onderhoudsbeurt.

## Beschrijving
Het pand is een groot betonnen piramide-vormig gebouw gekoppeld aan een paar lifttorens. Het bevat een grote centrale hal en trapsgewijs uitgezette kantoren, studio's en restaurants, die met elke verdieping trapsgewijs terugwijken. Het pand heeft een grote kelder, die een supermarkt, nachtclub en parkeerruimte voor 1.800 auto's bevatte.
Thans staat het gebouw leeg, is het gestript en deels gekraakt.

## Geschiedenis
In de jaren 60 en 70 van de 20e eeuw werd de onafhankelijkheid in veel landen in Afrika gevierd met avant-gardistische architectuur. La Pyramide is hiervan een voorbeeld. Het is in de periode van 1968 -1973 ontworpen door de Italiaanse architect Rinaldo Olivieri. Het was een poging tot heruitvinding van het concept van 'overdekte markt' voor de Afrikaanse stad. Olivieri wilde niet dezelfde fout maken als die met de destijds in Abidjan opkomende glazen torens gemaakt werden, en hij probeerde in zijn ontwerp de levendige, vrijgevochten geest van de markten die hij in nabijgelegen dorpen had bezocht vast te leggen.
Het pand bleek hoge onderhoudskosten en een inefficiënte verhouding van verhuurbare ruimte en circulatie te hebben. Sinds de economische crisis van de jaren 1980 staat het leeg, gestript en deels gekraakt. De verwaarlozing was dermate dat het pand een gevaar voor de bevolking was en het als onbewoonbaar werd verklaard. Het paste in het plaatje van de vele monumenten in Ivoorkust die ooit de trots van de Ivorianen waren en die bijdroegen aan een Europees aandoende stedelijk landschap van Abidjan, maar die zich anno 2010 in verwaarloosde staat bevonden.
In 2011 kondigde toenmalig president Alassane Ouattara van Ivoorkust een lijst van bouwplaatsen aan waar ook La Pyramide op stond. De kosten van renovatie en conversie van het pand in een kantorencomplex en toeristenpleister werden geraamd op op 18 miljard CFA. Deze renovatie is anno 2024 nog niet uitgevoerd.
In 2023 werden de lifttorens in het kader van de Afrikaans kampioenschap voetbal, welke dat jaar in Ivoorkust gehouden werd, opgefleurd met muurschilderingen.